# Petre de la Mola
Petre de la Mola è una formazione naturale di roccia calcarenitica che si trova all'interno del Parco regionale di Gallipoli Cognato Piccole Dolomiti Lucane, non distante dalla cima del Monte Croccia. 
Si ritiene che il complesso di rocce sia stato modificato dall'uomo nell'età del bronzo per essere usato come "calendario di pietra" e, più precisamente, per indicare sia il mezzogiorno che il tramonto del solstizio invernale.

## Nome
Gli studiosi non sono riusciti a rintracciare alcuna documentazione sull'origine del nome del complesso megalitico conosciuto nel dialetto locale come Petre de la Mola. 
In lucano, la 'mola' è il tipo di pietra utilizzato per affilare le lame. Tuttavia, l'arenaria che compone il complesso megalitico non è adatta a questo uso, in quanto troppo tenera. 
Vito Francesco Polcaro (INAF) e Leonardo Lozito hanno ipotizzato che il nome del sito possa derivare dalla radice indoeuropea 'mul', la stessa di mulo: animale sterile risultante dall'incrocio tra specie diverse. Quindi, Petre de la Mola potrebbe essere inteso come un sito che serviva a propiziare la fertilità.

## Localizzazione
Questo insieme di rocce è collocato a quasi 200 metri a est della porta principale dell'insediamento di Croccia-Cognato che, secondo Tramonti, nell'epoca mesolitica era già un luogo molto popolato, anche se non si può dire con certezza se lo fosse in modo abituale o soltanto temporaneamente. Sotto la necropoli la sequenza stratigrafica va dal VI secolo a.C. al protovillanoviano, anche se reperti al momento in fase di restauro sembrano suggerire la presenza di materiali più antichi.

## Studi recenti

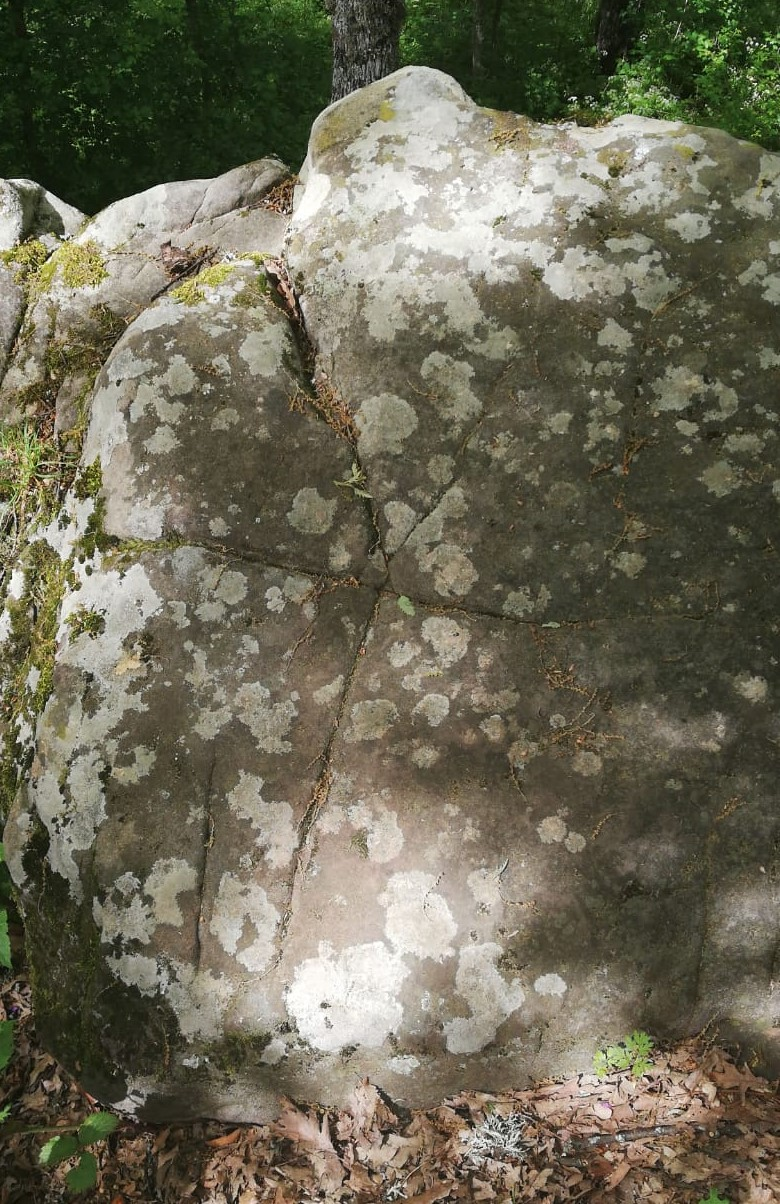
Petroglifo vicino al punto di osservazione

Nel 2008, grazie a una scansione laser del megalite, sono stati mostrati due allineamenti, visibili da un unico punto d'osservazione posto a nord del complesso megalitico e consistente in una rottura della parte che demarca il piccolo spazio di fronte al megalite. Tali allineamenti sono:
1. il sole, poco prima del tramonto astronomico (quando si trova quasi all'altezza di 5°) del giorno solstizio d'inverno, passerà dal piccolo spiraglio aperto risultante dal masso posto sopra la spaccatura naturale tra i due massi più grandi del complesso megalitico[5].
2. il sole, a mezzogiorno del giorno del solstizio di inverno, si andrà ad accomodare su un masso che forma una piccola conca.

Gli unici indizi certi sull'intervento umano in questa zona sono:
- Due bacini, scavati nella parte sovrastante l'area di Petre de la Mola e usati per raccogliere l'acqua piovana sulla sua cima; ciò fornisce una prova del fatto che tale complesso riguardasse il culto.
- Un piccolo muro a secco, eretto con ogni probabilità per creare con terra da riporto lo spiazzo che si trova tra il complesso megalitico e il punto d'osservazione.
- Alcuni petroglifi sulle rocce circostanti. Tra questi è particolarmente importante quello posto in prossimità del punto d'osservazione, costituito da cinque incisioni, che indica la linea che demarca il nord e il sud (la linea del meridiano) e la linea posta a 238° (in linea con il solstizio e con il tramonto)[6].

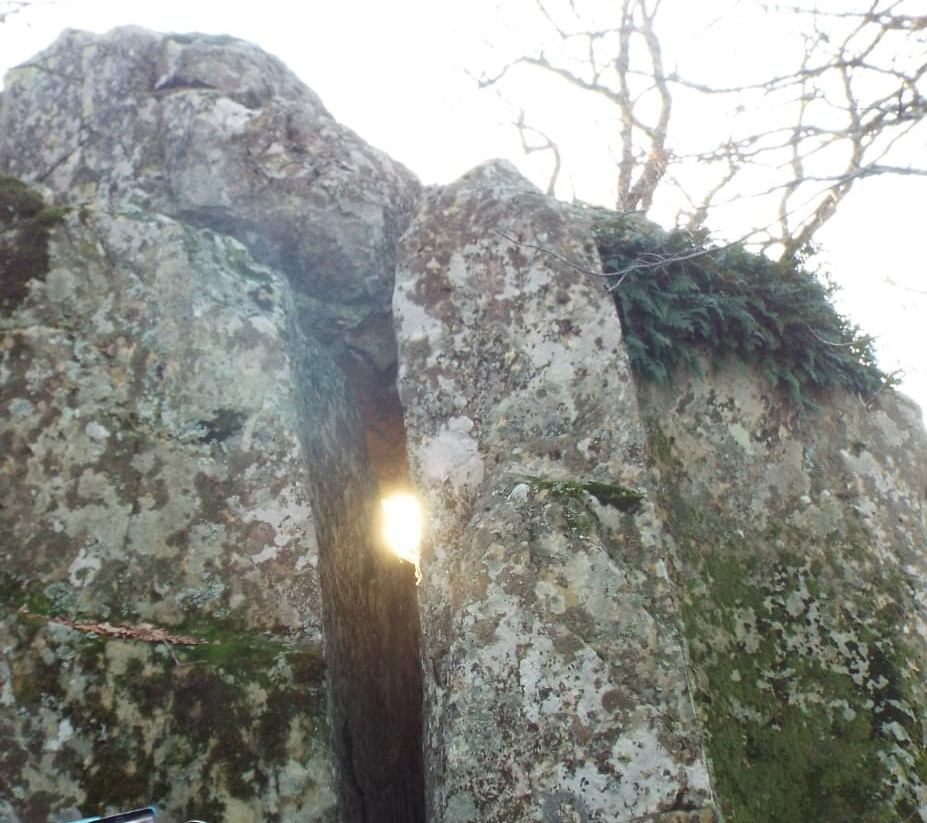
Dettaglio spaccatura Petre de la Mola durante il giorno del solstizio di inverno

In ogni caso, anche se statisticamente risulta poco probabile che tali allineamenti siano casuali, solo una nuova serie di scavi potrà dimostrare l'uso intenzionale del megalite come calendario di pietra.

## Galleria d'immagini

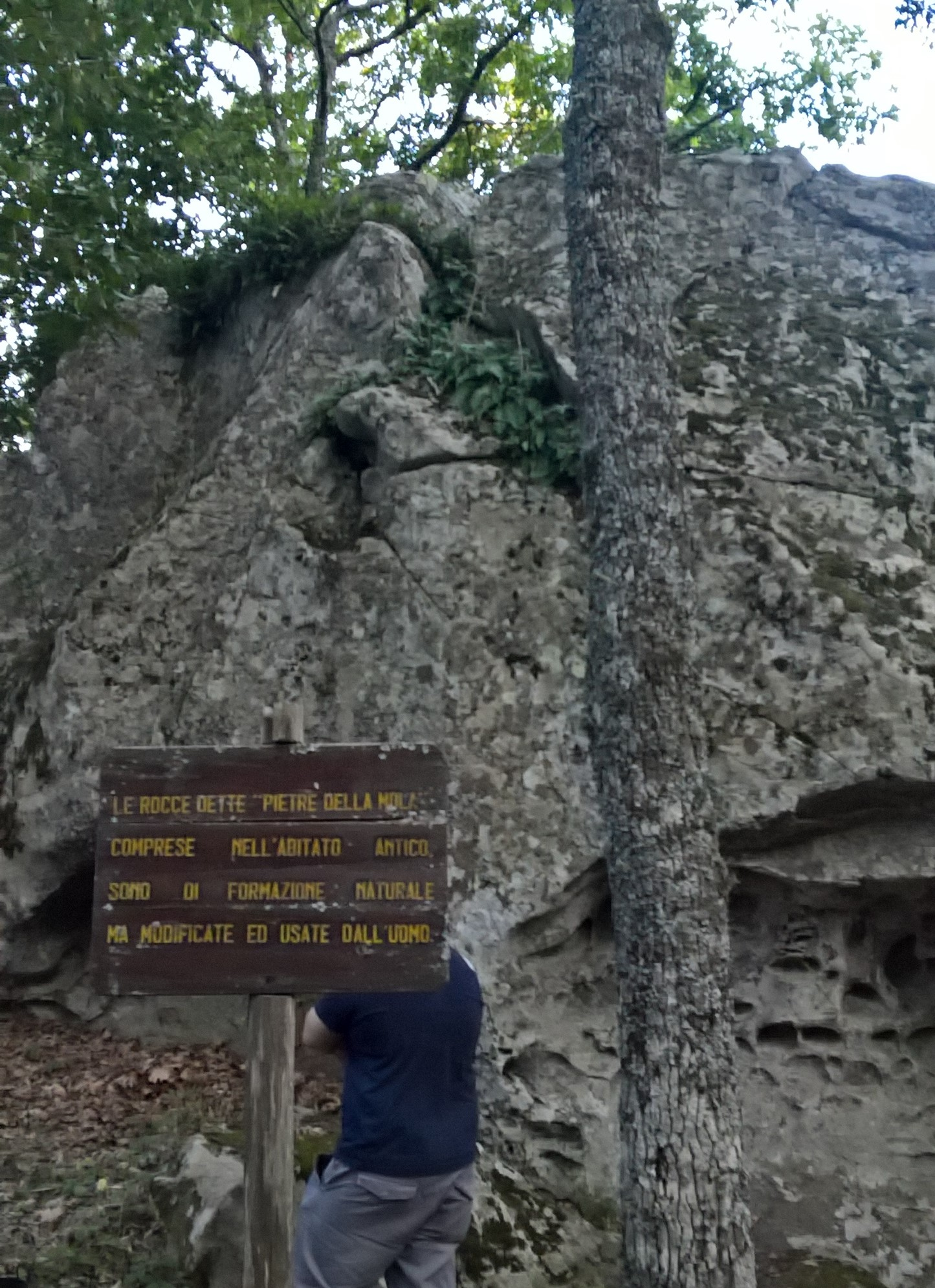
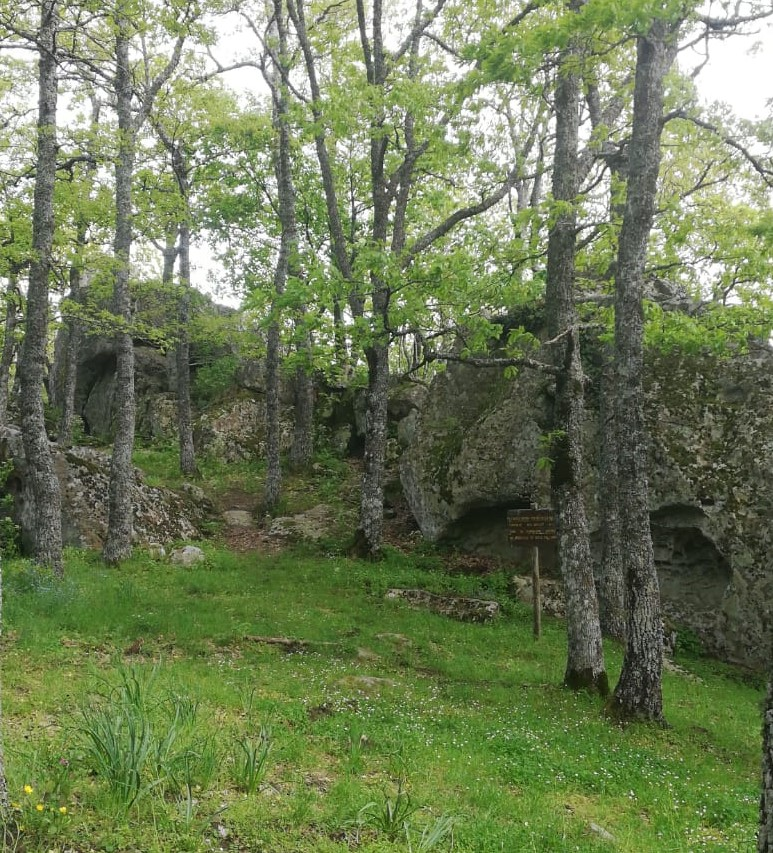
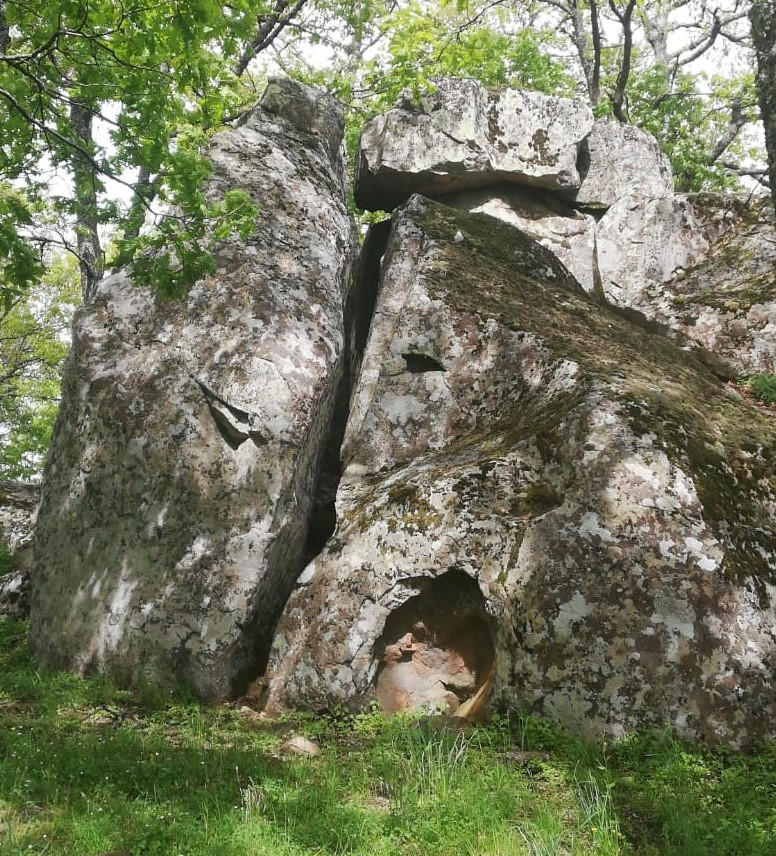
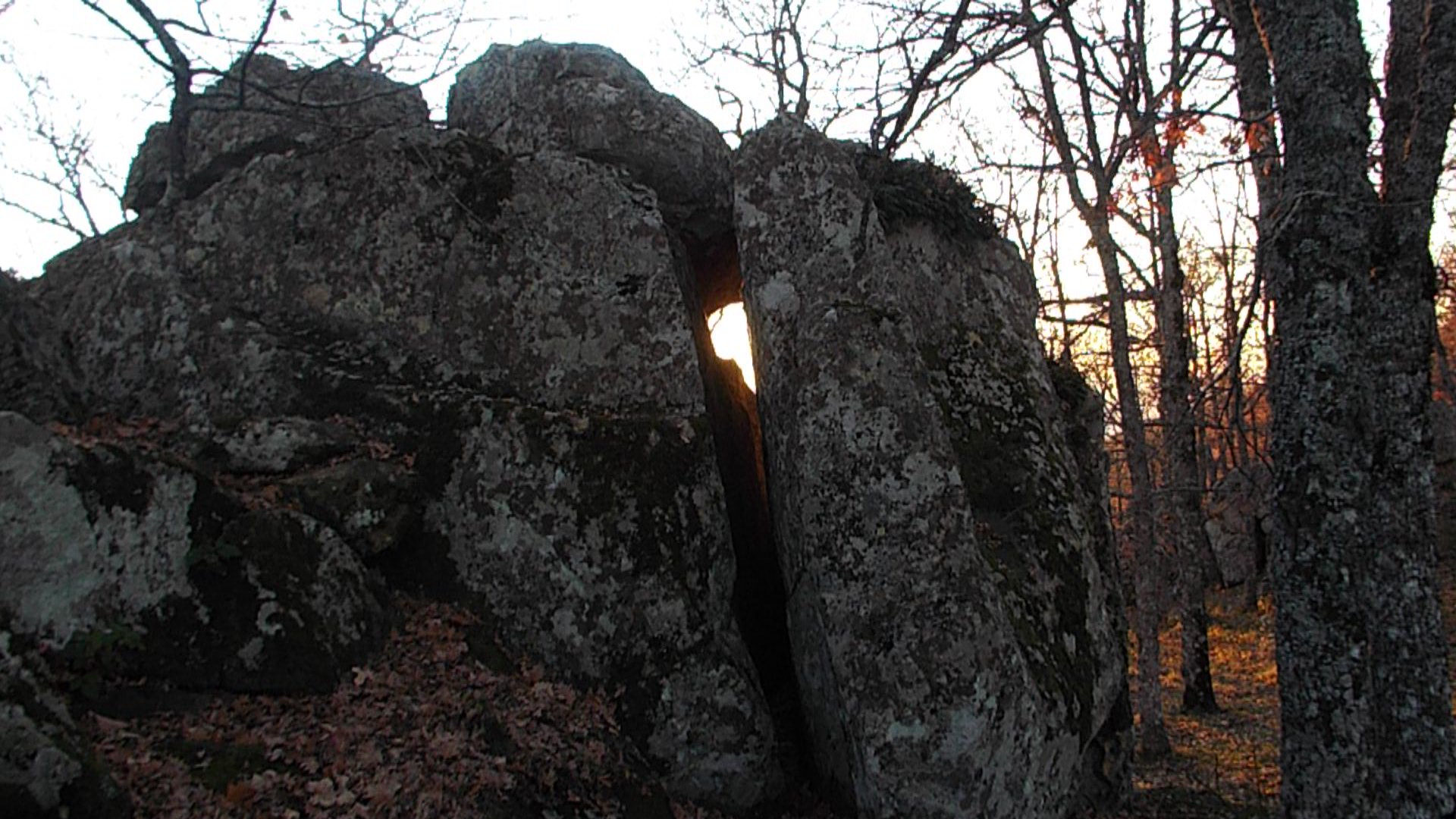
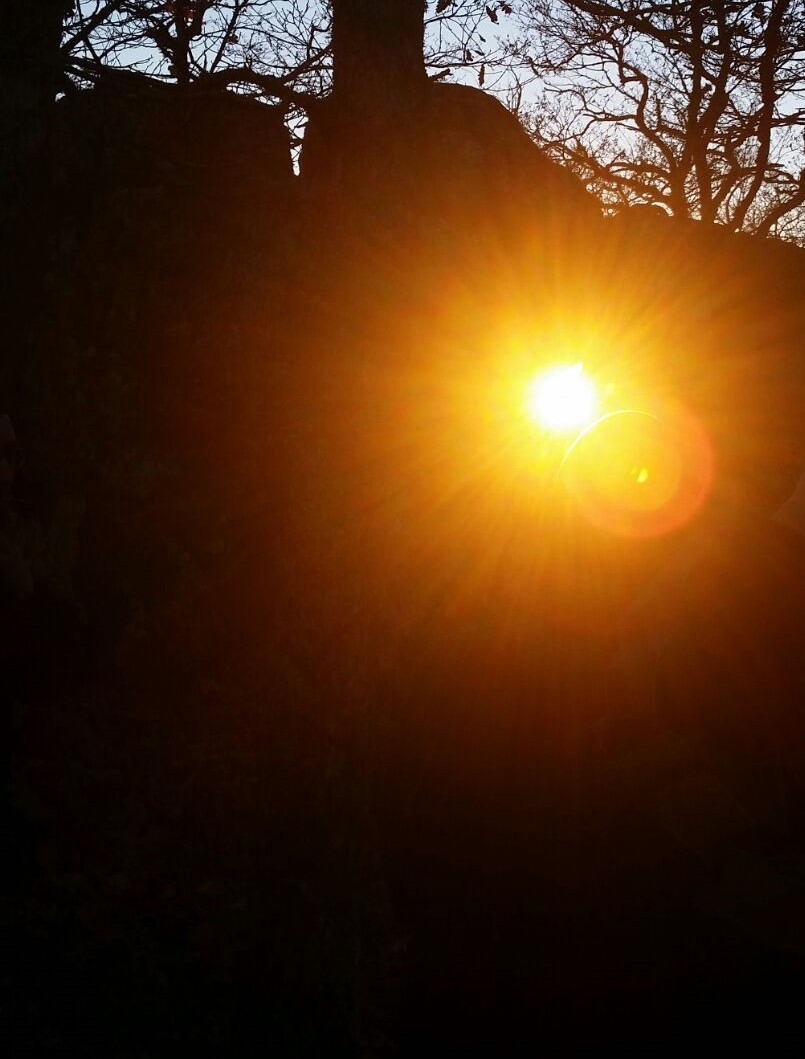